# Nowa Wieś Kościańska (przystanek kolejowy)
Nowa Wieś Kościańska – wąskotorowy kolejowy przystanek osobowy w Nowej Wsi, w powiecie kościańskim, woj. wielkopolskim, w Polsce.